# Jessica Birkel
Jessica Birkel (* 29. Januar 1988) ist eine ehemalige luxemburgische Fußballspielerin.

## Karriere

### Vereine
Jessica Birkel, die seit ihrem 13. Lebensjahr über eine Spielerlizenz des FLF verfügte, spielte im Seniorinnenbereich zunächst für die Frauenfußballabteilung von Etzella Ettelbrück, bevor sie zur Frauenfußballabteilung des FC Jeunesse Junglinster wechselte und dieser bis zu ihrem Karriereende am Saisonende 2019/20 treu geblieben ist.
Während ihrer Vereinszugehörigkeit gewann sie mehrmals die Luxemburgische Meisterschaft und auch mehrmals den luxemburgischen Vereinspokal. Sportlicher Höhepunkt auf Vereinsebene dürfte ihre Teilnahme an der Qualifikation für die Finalrunde der Champions League 2015/16 gewesen sein. Sie bestritt vom 11. bis 16. August 2016 alle drei Spiele der Gruppe 4 und schied mit ihrer Mannschaft ohne Punktgewinn bei einem Torverhältnis von 1:26 als Gruppenletzter aus der Qualifikationsrunde aus.

### Nationalmannschaft
Birkel bestritt 40 Länderspiele für die A-Nationalmannschaft und erzielte sieben Tore. Ihr Debüt als Nationalspielerin gab sie am 18. November 2006 in Junglinster bei der 0:4-Niederlage gegen die Nationalmannschaft der Slowakei im ersten Spiel der Gruppe A3 der 1. Qualifikationsrunde für die Europameisterschaft 2009 in Finnland. Ihre ersten beiden Länderspieltore erzielte sie zwei Tage später in Mamer beim 4:2-Sieg über die Nationalmannschaft Maltas im zweiten Qualifikationsspiel. Ihren letzten Einsatz für den FLF hatte sie am 3. März 2018 in Tanger bei der 1:7-Niederlage im Testspiel gegen die Nationalmannschaft Marokkos. Mit 40 Länderspielen ist sie immer noch aktuelle Rekordnationalspielerin ihres Landes.

## Erfolge
- Luxemburgischer Meister 2010, 2012, 2013, 2015, 2016, 2018
- Luxemburgischer Pokalsieger 2010, 2011, 2013, 2015 2016, 2018

## Sonstiges
Bei der Wahl zur Fußballerin des Jahres 2016 belegte sie den vierten Platz.